# 出産手当金
出産手当金（しゅっさんてあてきん）とは、健康保険の被保険者が出産のため会社（勤務先）を休んだために事業主から報酬（給料）が受けられない場合に支給される手当金である。健康保険以外の公的医療制度（共済組合、船員保険、国民健康保険）においてもほぼ同様である。なお、「出産育児一時金（しゅっさんいくじいちじきん）」とは別のものである。以下では特に断らない限り、健康保険における出産手当金について記す。
- 健康保険法について、以下では条数のみ記す。

## 概説
現行の労働基準法では産前6週間（多胎妊娠の場合は14週間）、産後8週間を産前産後休業として定め、その期間の女子の使用を原則禁じているが（労働基準法第65条）、労働基準法上、この期間内の賃金保障は義務付けられていない。そのため、出産前後の期間における所得の喪失・減少を補い、被保険者や家族の生活を保障し、安心して出産前後の休養ができるようにするために設けられたものである。なお、健康保険法において「出産」とは妊娠4月（85日）以上の分娩をいい、それが正常分娩であると死産、早産、流産、人工妊娠中絶であるとを問わない（昭和27年6月16日保文発2427号）。
1922年（大正11年）の健康保険法制定当初から規定されている保険給付であり、当初は当時の工場法施行規則第9条が産前4週間、産後6週間の産前産後休業を定めていたことから、出産手当金の給付期間もそれに合わせて「出産日前28日、出産日以後42日」とした。その後改正が重ねられ支給期間の延長等がなされ、現行の規定に至る。
健康保険、船員保険においては出産手当金は絶対的必要給付（要件を満たしたときは保険者は必ず支給しなければならない）であるが、国民健康保険では任意給付（条例または規約の定めるところにより行うことができる）となっている。

## 給付要件・支給期間
被保険者（任意継続被保険者を除く）が出産したときは、出産の日（実際の出産が予定日後のときは出産の予定日）以前42日目（多胎妊娠の場合は98日目）から、出産の日後56日目までの範囲内で労務に服さなかった期間支給される（第102条1項）。
- 出産日は「産前」に含まれるので、実際の出産が予定日後のときはその遅れた日数分についても支給される。なお、1992年（平成4年）4月の改正法施行までは出産日は「産後」に含まれるとしていた（改正前は「出産の日前42日、出産の日以後56日」という規定であり、当初から出産日を「産前」と解していた労働基準法とのズレがあった。この改正により、出産の日が予定日より遅れた場合であってもその日数分出産手当金が支給されることとなった）。
- 支給を受けるにあたって、「労務不能」である必要はない（昭和8年8月28日保険発539号）。出産手当金は、被保険者に安んじて休養することができるようにという趣旨に基づくものであるので、被保険者が工場又は事業所の労務に服さない以上家庭で炊さん、洗濯その他家事又はこれに類する労務に従事することがあっても支給する（昭和9年2月22日決定）。
- 出産手当金の支給要件に該当する者が介護休業期間中であっても、出産手当金は支給される（平成11年3月31日保険発46号・庁保険発9号）。ただし休業期間中に介護休業手当等の名目で報酬と認められるものが支給された場合は、出産手当金の支給額について調整が行われる。
- 出産手当金と傷病手当金を同時に受けることが出来る場合、出産手当金が優先して支給され、傷病手当金はその期間支給されず、出産手当金の額が傷病手当金の額より少ないとき[2]は傷病手当金はその差額が支給される（第103条1項）。出産手当金を支給すべき場合において傷病手当金が支払われたときは、その支払われた傷病手当金（差額分を除く）は、出産手当金の内払とみなす（第103条2項）。
- 双児出産の場合で、一児は9月24日分娩、他の1児は同月27日分娩した場合には、出産手当金は9月24日前98日、9月27日後56日以内において労務に服さなかった期間に対して支給すべく、なお、9月24日から26日までの期間をも支給すべきものとする（昭和5年1月14日保規686号）。
- 出産手当金自体は、健康保険法でいう「報酬」には該当しないため[3]、出産手当金から保険料を控除することは認められない。
- 事業所の公休日でも、労務に服さない状態であれば出産手当金は支給する（昭和2年2月5日保理659号）。
- 出産手当金の受給権者が死亡した場合においてこれが権利はその者の相続人において承継する（昭和2年2月16日保理747号）。
- 船員保険の場合は、「出産の日以前42日目（多胎妊娠の場合は98日目）」は「出産の日以前において船員法第87条の規定により職務に服さなかった期間」となる（船員保険法第74条）。船員法第87条は妊娠中の女子の使用を禁じているので、実際には妊娠が判明した初日から給付が行われる。

## 支給額
2016年（平成28年）4月1日支給分より、1日につき、「出産手当金の支給を始める日の属する月以前の直近の継続した12月間の各月の標準報酬月額を平均した額の30分の1に相当する額（10円未満の端数を四捨五入）の3分の2に相当する額」（1円未満の端数を四捨五入）とされる。ただし標準報酬月額が定められている月が12月に満たない場合は次のいずれか少ない額の3分の2に相当する額とされる（第102条2項）。
- 出産手当金の支給を始める日の属する月以前の直近の継続した各月の標準報酬月額を平均した額の30分の1に相当する額
- 出産手当金の支給を始める日の属する年度の前年度の9月30日における全被保険者の同月の標準報酬月額を平均した額を標準報酬月額の基礎となる報酬月額とみなしたときの標準報酬月額の30分の1に相当する額

健康保険組合の場合、付加給付として（第53条）、規約で定めるところにより、支給額の上乗せ等がなされる場合がある。
標準報酬月額は、被保険者が現に属する保険者等によって定められたものに限り、転職等で保険者が変わっている場合は従前の保険者等による標準報酬月額は算定の対象とならない。一度出産手当金の額が決定すれば、その金額で固定され、その後定時決定等で標準報酬月額が変更されても、出産手当金の金額は変更されない。なお健康保険組合の合併・分割・解散があった場合において、新保険者が消滅した健康保険組合の権利義務を承継したときは、当該健康保険組合が定めた標準報酬月額を含み、支給を始める日の属する月以前の直近の継続した12月以内の期間において被保険者が現に属する保険者が管掌する健康保険の任意継続被保険者である期間が含まれるときは、当該期間の標準報酬月額を含むものとする（施行規則第87条の2）。
出産した場合において、出産手当金の額より多い報酬が支給される場合は、出産手当金は支給されない（第108条2項）。支給される報酬の額が出産手当金の額より少ないときは、その差額が出産手当金として支給される（第108条2項但書）。出産した場合において、その受けることができるはずであった報酬の全部又は一部につき、その全額を受けることができなかったときは出産手当金の全額、その一部を受けることができなかった場合においてその受けた額が出産手当金の額より少ないときはその額と傷病手当金又は出産手当金との差額を支給する（第109条1項）。なお、第109条1項の規定に基づき保険者が支給した保険給付は、立替払い的性質のものであるので、保険者は事業主から支給した額を徴収する（第109条2項）。
出産育児一時金の支給を受けることができる日雇特例被保険者（その出産の日の属する月の前4月間に通算して26日分以上の保険料が納付されているとき）の場合は、1日につき、出産の日の属する月の前4月間の保険料が納付された日に係る当該日雇特例被保険者の標準賃金日額の各月ごとの合算額のうち最大のものの45分の1に相当する金額とする（第138条）。
保険者は、偽りその他不正の行為により保険給付を受け、又は受けようとした者に対して、6月以内の期間を定め、その者に支給すべき出産手当金の全部または一部を支給しない旨の決定をすることができる（第120条）。ただし偽りその他不正の行為があった日から1年を経過したときは当該給付制限を行うことは出来ない。

## 資格喪失後の継続給付
以下の要件を満たす被保険者（特例退職被保険者を除く）は、被保険者の資格を喪失した場合でも、前記の給付要件を満たす限り、被保険者として受けることが出来るはずであった期間、継続して同一の保険者から出産手当金の支給を受けることが出来る（第104条）。受給手続きは在職時の場合と同様であるが、事業主の証明は不要である（昭和2年2月15日保理658号）。
1. 退職日（資格喪失日の前日）まで引き続き1年以上被保険者の資格を有していること（任意継続中の期間は含まれない）。
  - 　任意継続被保険者となる場合の要件と異なり、この場合は任意適用事業所の取消による資格喪失も含まれる。
  - 　船員保険の場合は、資格喪失日前1年間に3ヵ月以上、または3年間に1年以上強制被保険者だった場合、となる。
2. 退職日に出勤の事実がないこと。
3. 資格喪失時に出産手当金の支給を受けている、又は受け得る状態にある者（報酬との調整のために支給が停止されている場合を含む）。
  - 　産前42日目（多胎妊娠の場合は98日目）よりも前に退職した場合は出産手当金を受け得る状態にないため、支給されない。
  - 　船員保険の場合は、資格喪失日より6ヶ月以内に出産すれば継続給付の対象となる（船員保険法第74条2項）

平成19年4月の改正法施行により、所得保障という本来の目的等を踏まえ、出産手当金の支給対象から任意継続被保険者を除くとともに、資格喪失後6ヶ月以内に出産した者に対する出産手当金の支給を廃止することとなった（平成18年6月21日庁保発第0621001号）。出産手当金は原則として任意継続被保険者には支給されないが、上記の要件を満たす者が任意継続被保険者となった場合には支給される。なお、同一の健康保険組合の任意継続被保険者でないと給付しないとする健保組合も一部に存在する。退職後の給付には付加給付が付かないか、または任意継続被保険者であることを要件とする組合もある。また、特例退職被保険者は上記の要件を満たしても出産手当金は支給されない。
任意継続被保険者で事業に使用されていない者、又は資格喪失後の者で事業に使用されていない者にあっては、「労務」の程度は工場又は事業場において従事した当時の労務と同程度のものをいう（昭和8年8月28日保険発539号）。
健康保険の被保険者であった者が船員保険の被保険者となったときは、船員保険から給付が行われるので健康保険からは出産手当金の継続給付は受けることはできず、また選択の余地もない（第107条）。
出産手当金は、労務に服することが可能であるかどうかにかかわらず、現に労務に服さなかったことを要件とするものであるから、資格喪失後において支給される出産手当金については、当該被保険者が基本手当を受給中（「労働の意志及び能力」ありとして支給される）であるかどうかにかかわらず、他の事業所において使用されていないかぎり当然支給すべきものである（昭和31年3月13日保文発1907号）。

## 申請手続き
出産手当金の支給を受けようとする者は、次に掲げる事項を記載した申請書を保険者に提出しなければならない（施行規則第87条1項）。
- 被保険者証の記号及び番号又は個人番号
- 出産前の場合においては出産の予定年月日、出産後の場合においては出産の年月日（出産の日が出産の予定日後であるときは、出産の予定年月日及び出産の年月日）
- 多胎妊娠の場合にあっては、その旨
- 労務に服さなかった期間
- 出産手当金が第108条2項但書の規定によるものであるときは、その報酬の額及び期間
- 出産手当金が第109条の規定によるものであるときは、受けることができるはずであった報酬の額及び期間、受けることができなかった報酬の額及び期間、第108条2項但書の規定により受けた出産手当金の額並びに報酬を受けることができなかった理由

この申請書には、次に掲げる書類を添付しなければならない。これらの書類が外国語で作成されたものであるときは、その書類に日本語の翻訳文を添付しなければならない（施行規則第87条2～6項）。
- 出産の予定年月日に関する医師又は助産師の意見書
- 多胎妊娠の場合にあっては、その旨の医師の証明書
- 労務に服さなかった期間に関する事業主の証明書
- 出産手当金の支給を始める日の属する月以前の標準報酬月額が定められている直近の継続した12月以内の期間において、使用される事業所に変更があった場合においては、各事業所の名称、所在地及び各事業所に使用されていた期間
- 健康保険組合の合併・分割・解散があった場合において消滅した健康保険組合の権利義務を新保険者が承継した場合においては、消滅した健康保険組合の名称及び当該各健康保険組合に加入していた期間

## 時効
健康保険法上の他の給付と同様、出産手当金を受ける権利は、2年を経過したときは時効により消滅する（第193条）。時効の起算日は、「労務に服さなかった日ごとにその翌日」である（昭和30年9月7日保険発199号の2）。